# Kosárkovo nábřeží
Kosárkovo nábřeží na Malé Straně v Praze vede podél levého břehu Vltavy od Mánesova mostu k ulici U Plovárny. Nazváno je podle českého malíře Adolfa Kosárka (1830-1859). Nábřeží je součást protipovodňové ochrany Prahy, v etapě 0002 do roku 2006 tu rekonstruovali železobetonovou zeď. Nábřeží začíná u Mánesova mostu, vede kolem zahrady Strakovy akademie a končí u občanské plovárny.

## Historie a názvy
Původní název nábřeží byl "U Vltavy", v roce 1896 se název změnil na "Strakovo nábřeží" podle Jana Petra Straky (1645 - 1720), po kterém nazvali i Strakovu akademii. Od roku 1961 je název "Kosárkovo nábřeží".

## Budovy, firmy a instituce
- přístaviště Mánes - Kosárkovo nábřeží u Mánesova mostu[4]
- občanské združení Gemini - Kosárkovo nábřeží 2[5][6]

## Stavby
- Hrázděný mýtní dům